# Casal di Principe
Casal di Principe és un municipi italià, situat a la regió de Campània i a la província de Caserta. El 2025 tenia una població estimada de 21.674 habitants.